# Park Stanisława Staszica
Park Stanisława Staszica we Wrocławiu – park położony na osiedlu Nadodrze, o powierzchni około 5,5 ha. Park powstał w latach 1905–1908 w miejscu dawnego targu końskiego (Rossplatz). Obecna nazwa obowiązuje na podstawie Uchwały nr LXXI/454/93 Rady Miejskiej Wrocławia z dnia 9 października 1993 r. w sprawie nazw parków i terenów leśnych istniejących we Wrocławiu.
Park ma kształt trójkąta zawartego pomiędzy ulicami i placami:
- ulicą Pomorską na zachodzie, którą biegnie linia tramwajowa (linie 14, 24, 15) i linie autobusowe (K, 142),
- ulicą Ludwika Rydygiera na wschodzie, którą przebiega linia tramwajowa (0[b]),
- placem Stanisława Staszica na północy.

Na północno-wschodnim krańcu parku znajduje się plac Powstańców Wielkopolskich. Tu położony jest dworzec kolejowy i przystanek autobusowy Wrocław Nadodrze.